# Григорьев, Николай Николаевич (полный кавалер ордена Славы)
Николай Николаевич Григорьев (2 августа 1918, Шихтино, Калужская область — 1989, там же) — советский военнослужащий, участник Великой Отечественной войны, полный кавалер ордена Славы, механик-водитель танка 23-й отдельной гвардейской танковой бригады 33-й армии Западного фронта; 49-й армии 1-го Белорусского фронта, гвардии старшина.

## Биография
Родился 2 августа 1918 года в деревне Шихтино Сухиничского района Калужской области . Член ВКП/КПСС с 1944 года. Окончил 4 класса. Работал трактористом в колхозе.
В Красной Армии с 1938 года. Участник советско-финляндской войны 1939-40 годов.
На фронте в Великую Отечественную войну с марта 1942 года. Сражался на Западном и 1-м Белорусском фронтах. Принимал участие в освобождении Белоруссии, Польши.
Механик-водитель танка 23-й гвардейской отдельной танковой бригады гвардии старшина Николай Григорьев 23-27 декабря 1943 года при прорыве обороны противника у деревни Тулово Витебского района Витебской области Белоруссии умело маневрировал и занимал огневую позицию. Экипаж уничтожил 2 орудия, миномет, 4 пулемета и много живой силы врага. За мужество и отвагу, проявленные в боях, гвардии старшина Григорьев Николай Николаевич 31 декабря 1943 года награждён орденом Славы 3-й степени.
В ходе боев 27-29 июня 1944 года в районе деревни Тишовка Могилёвского района Могилёвской области Белоруссии экипаж танка Николая Григорьева атаковал колонну противника, раздавил 2 орудия, повредил 18 грузовиков, 7 повозок, огнём и гусеницами уничтожил свыше 10 вражеских солдат. 28 июня 1944 года вывез с поля боя раненого заместителя командира бригады. За мужество и отвагу, проявленные в боях, гвардии старшина Григорьев Николай Николаевич 20 июля 1944 года награждён орденом Славы 2-й степени.
В бою за населенный пункт Магнуши 11 августа 1944 года экипаж танка Николая Григорьева уничтожил штурмовое орудие, 2 пулемета и свыше 10 противников. В бою за крепость Осовец 13 августа 1944 года под огнём вынес с поля боя раненого командира.
Указом Президиума Верховного Совета СССР от 24 марта 1945 года за образцовое выполнение заданий командования в боях с немецко-вражескими захватчиками гвардии старшина Григорьев Николай Николаевич награждён орденом Славы 1-й степени, став полным кавалером ордена Славы.
После войны Н. Н. Григорьев демобилизован из Вооруженных Сил СССР. Жил в поселке Новосельский Сухиничского района Калужской области. Работал в Новосельском опытном хозяйстве. Затем жил в деревне Шихтино Сухиничского района Калужской области. Скончался в 1989 году. Похоронен на кладбище деревни Шихтино.
Награждён орденом Отечественной войны 1-й степени, орденом Красной Звезды, орденами Славы 1-й, 2-й и 3-й степени, медалями.